# Memphis (Zigarettenmarke)

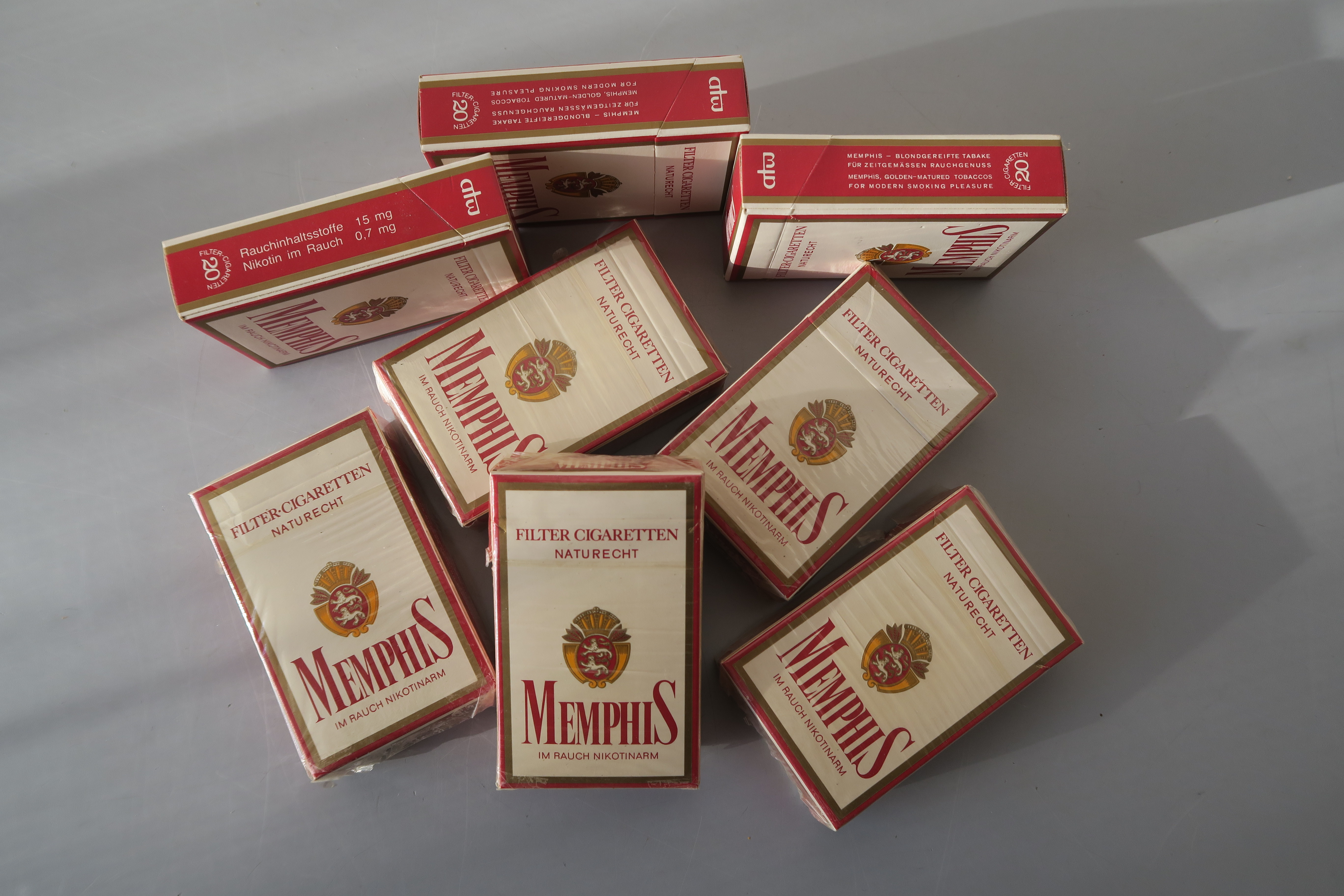
Original Memphis-Zigaretten (1981)

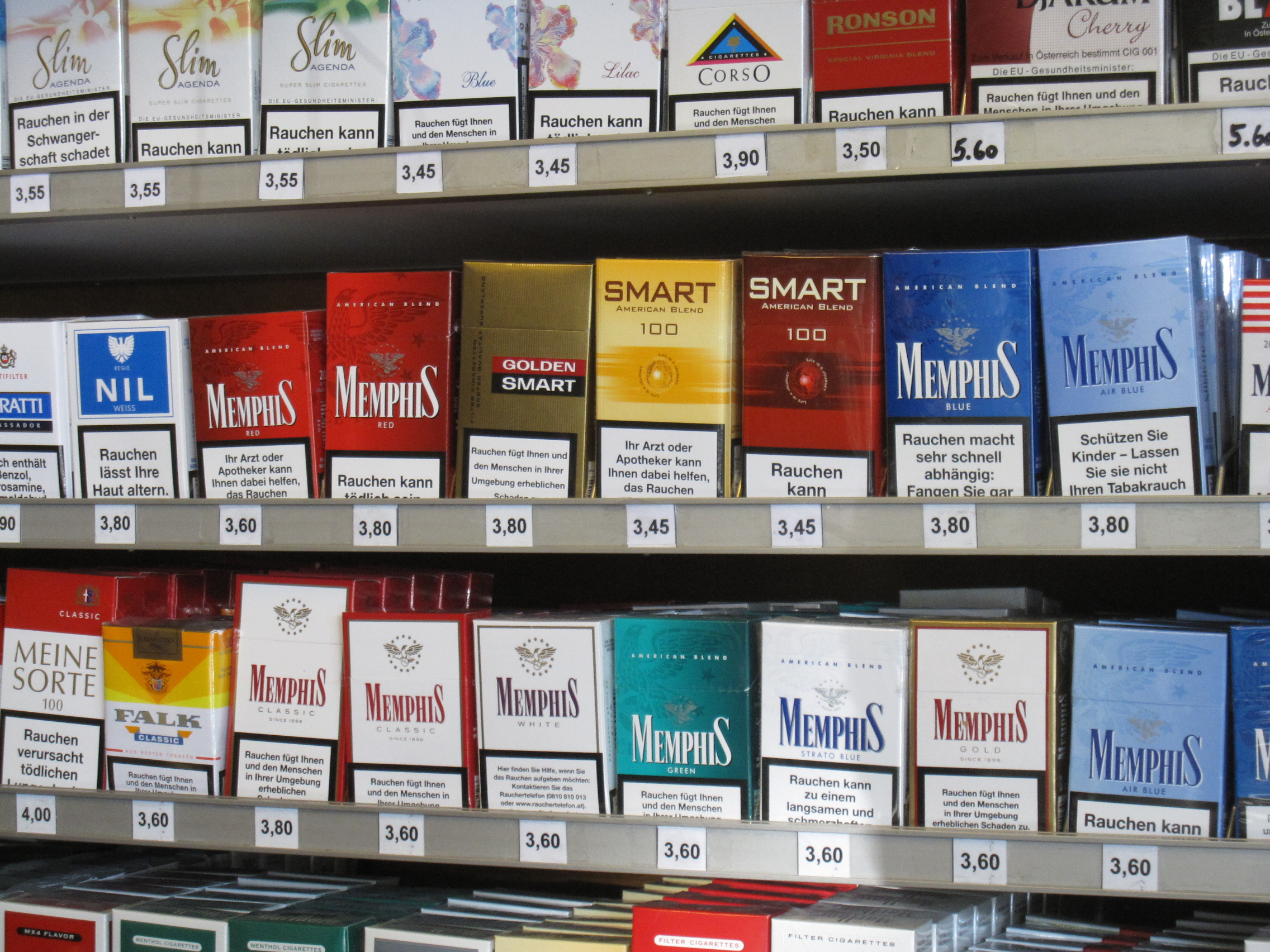
Memphis-Zigaretten in einer Trafik

Memphis ist eine in Österreich vertriebene Zigarettenmarke. Hergestellt und vertrieben wird sie von der Austria Tabak AG, einer Tochter von JTI.

## Geschichte
Die ersten Zigaretten der Marke Memphis wurden von der kaiserlich-königlichen Tabak-Regie im Jahr 1896 (nach anderen Quellen mit 1. März 1897) auf den Markt gebracht. Die Benennung nach der alten ägyptischen Hauptstadt symbolisierte die Herkunft der verwendeten Tabaksorten aus Ägypten.
Im Jahr 1956 feierte man das 50-jährige Bestehen der Marke mit einer Sonderedition. Von 1989 bis in die 2000er Jahre war die Marke Marktführer in Österreich und wurde danach von Marlboro verdrängt. Die große Nachfrage veranlasste Austria Tabak dazu, die Memphis-Produktpalette stetig auszubauen:
- 1896/97 – Einführung der Marke durch die Tabak-Regie
- 1969 – Einführung der sogenannten Ur-Memphis (später Memphis Classic)
- 1985 – Memphis Lights (später Memphis White)
- 1987 – Memphis Lights 100
- 1989 – Memphis Red
- 1992 – Memphis Red 100
- 1992 – Memphis International
- 1992 – Memphis International 100
- 1994 – Memphis Green
- 1996 – Memphis Medium
- 1996 – Memphis Blue
- 1997 – Memphis Blue Lights (später Memphis Air Blue)
- 1998 – Memphis Blue Lights 100
- 1999 – Memphis Blue Ultra
- 2000 – Memphis Platinum
- 2002 – Goldhis Platinum Lights
- 2003 – Memphis Strato-Blue
- 2005 – Memphis 1896
- 2006 – Memphis Gold

## Einstellung
Der Marktanteil der Memphis-Produktfamilie lag in Österreich im Jahr 2010 bei etwa 14 Prozent, damit lag sie hinter der Marke Marlboro (etwa 23 Prozent) auf Platz zwei.
Trotz ihrer Beliebtheit wurde die Marke von JTI, ähnlich wie bei der Smart Export, nach und nach aufgelassen. Die Sorten Memphis Blue, Memphis Air Blue und Memphis White wurden im Frühjahr 2021 vom Markt genommen und mit Camel zusammengeführt. Im Oktober 2021 wurde auch die Memphis Classic aufgelassen und mit Winston zusammengeführt. Seitdem wird die Memphis Classic als „Winston Red Memphis Style“ verkauft.
Unter dem Namen Memphis ist heute nur noch die Memphis Strato Blue erhältlich.